# Посёлок Лесозавода (городской округ город Первомайск)
Лесозавода — поселок в городском округе город Первомайск Нижегородской области.

## География
Находится в южной части Нижегородской области на расстоянии приблизительно 17 километра (по прямой) на запад-северо-запад от города Первомайск.

## История
В 1864 году здесь был основан женский монастырь, в который по преданиям поступали и некоторые женщины из семьи Романовых. В советское время рядом построен был посёлок местного леспромхоза. В настоящее время посёлок имеет официальное название «посёлок Лесозавода» и неофициальное «Прибрежное», обозначенное на местных дорожных указателях.

## Население
Постоянное население составляло 142 человека (русские 96%) в 2002 году, 90 в 2010.

## Достопримечательности
Остатки Царского (Введенского) скита Серафимо-Понетаевского монастыря. Скит был ранее обнесён каменной стеной, за которой  располагались каменный Введенский храм, колокольня, крестильная и Богородичная сосновая аллея.